# Teuchophorus pseudobipilosus
Teuchophorus pseudobipilosus är en tvåvingeart som beskrevs av Negrobov, Grichanov och Igor Shamshev 1984. Teuchophorus pseudobipilosus ingår i släktet Teuchophorus och familjen styltflugor.
Artens utbredningsområde är Tadzjikistan. Inga underarter finns listade i Catalogue of Life.